# L'Impromptu de l'Hôtel de Condé

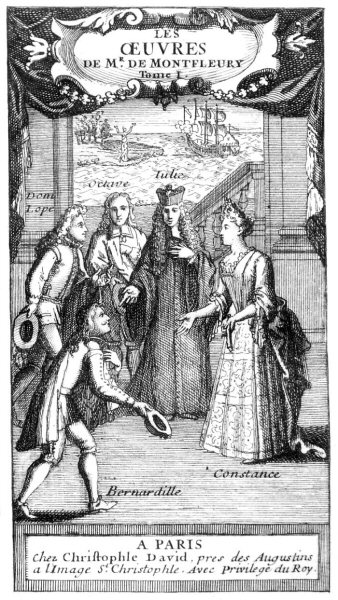
Montfleury fils, Œuvres, vol. I (Paris 1705).

L'Impromptu de l'Hôtel de Condé est une comédie de l'avocat et dramaturge Antoine Jacob, dit Montfleury (1639?-1685), fils du comédien, composée en réponse à L'Impromptu de Versailles, dans lequel Molière critiquait, en le parodiant, le jeu tragique des comédiens de l'hôtel de Bourgogne. Elle fut créée le soir du 11 décembre 1663, à l'Hôtel de Condé, en présence de la famille royale, à l'occasion du mariage du duc d'Enghien, fils du « Grand Condé » avec Anne de Bavière, fille d’Anne de Gonzague, princesse Palatine, elle-même sœur de Marie de Gonzague, reine de Pologne depuis 1646. Elle fut ensuite donnée en public, sur la scène de l'hôtel de Bourgogne, et publiée au cours du mois de janvier suivant (achevé d'imprimer daté du 19) par le librairie Nicolas Pépingué.
Dans cette pièce, Molière est notamment moqué pour son interprétation de César dans La Mort de Pompée, tragédie de Corneille.